# Terina insulata
Terina insulata là một loài bướm đêm trong họ Geometridae.